# Sudański Kościół Zielonoświątkowy
Sudański Kościół Zielonoświątkowy (ang. Sudan Pentecostal Church) – jeden z największych chrześcijańskich ruchów kościelnych w Sudanie liczący prawie 400 lokalnych zgromadzeń i ponad 120 tysięcy chrześcijan. Kościół będący częścią protestanckiego ruchu zielonoświątkowego został założony w 1977 roku przez szwedzkich misjonarzy.